# Chiquita, the Dancer
Chiquita, the Dancer è un cortometraggio muto del 1912 diretto da Gilbert P. Hamilton e sceneggiato da Allan Dwan. La storia, di genere western, è ambientata in un campo minerario e ha come protagonista una ragazza messicana, interpretata da Geraldine Gill.

## Produzione
Il film fu prodotto dalla Flying A (American Film Manufacturing Company).

## Distribuzione
Distribuito dalla Film Supply Company, il film - un cortometraggio in una bobina - uscì nelle sale cinematografiche USA il 30 ottobre 1912.